# ウィリアムズ大学
ウィリアムズ大学（英語: Williams College）とは、アメリカ合衆国のマサチューセッツ州西部ウィリアムズタウンに位置する私立大学。
アイビー・リーグレベルの教育を少人数で提供しているとされる、リベラル・アーツ・カレッジ群リトル・アイヴィーの一校である。2019年に入学した人は志願者の12%であり、多くのランキングではアメリカ最難関大学のひとつとされている。US News & World Reportによる2020年度の全米リベラルアーツ・カレッジのランキングでは、全米1位となっている。FORBESによるAmerica's Best Collegesの全米大学ランキングでも1位にランクされている。アマースト大学とは長年のライバル関係にあることで知られている。
リベラル・アーツ・カレッジ、総合大学、州立大学の全てを含めた2022年度のWall Street Journal/Times Higher Education College Rankingsにおいては第23位にランクインした。
主な卒業生に、第20代アメリカ合衆国大統領ジェームズ・ガーフィールド、シンガポール第2代首相ゴー・チョク・トン（修士課程修了）、『ウエスト・サイド物語』や『スウィーニー・トッド』などの作曲・作詞家であるスティーヴン・ソンドハイム、歌手・俳優のワン・リーホンなどがいる。

## 著名な出身者
主要記事：w:List of Williams College people
- ジェームズ・ガーフィールド（第20代アメリカ合衆国大統領）
- ゴー・チョク・トン（シンガポール第2代首相）
- リチャード・ヘルムズ（CIA長官）
- ロバート・エングル（ノーベル経済学賞）
- スティーブ・ケース（AOL社共同設立者・元最高経営責任者）
- ハル・スタインブレナー（MLBニューヨーク・ヤンキース共同オーナー）
- クリス・マーフィー（アメリカ合衆国上院議員）
- ステファン・ジョンソン・フィールド（元アメリカ連邦最高裁判所判事）
- ミカ・ブルゼジンスキー（アメリカ合衆国のTVキャスター、MSNBC局の平日朝の番組『モーニング・ジョー』ホスト）